# Konrad Ehlich

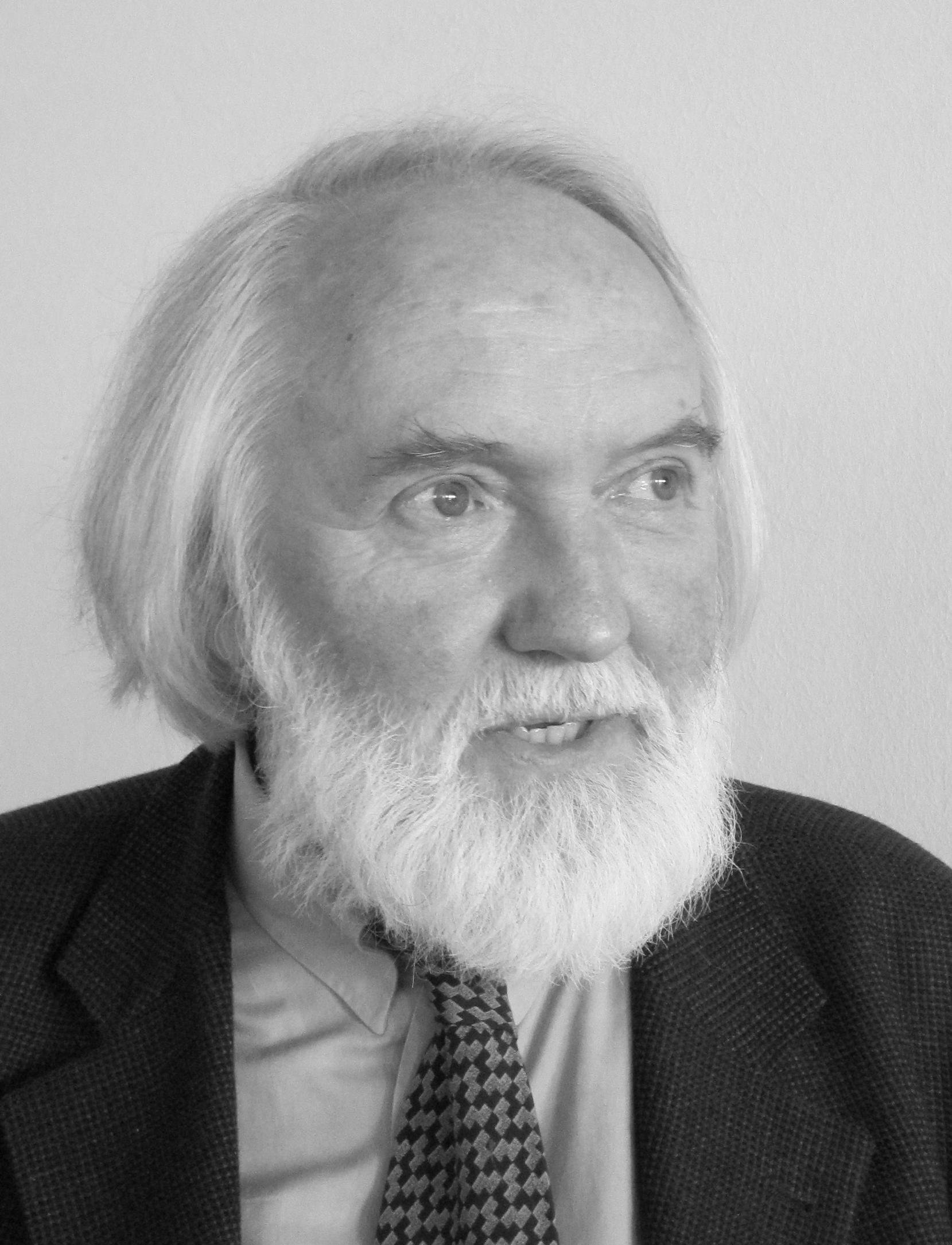
Konrad Ehlich (2011)

Konrad Ehlich (* 6. September 1942 in Borsdorf) ist ein deutscher Linguist.
Konrad Ehlich studierte protestantische Theologie, orientalische Sprachen, Philosophie, Soziologie und Sprachwissenschaft. Er promovierte 1976 an der FU Berlin über das hebräische deiktische System. 1980 erfolgte die Habilitation an der Universität Düsseldorf. Ehlich lehrte von 1981 bis 1983 als Professor in Tilburg (Textlinguistik), von 1983 bis 1992 als Professor an der Universität Dortmund und seit 1992 Professor an der LMU München (Deutsch als Fremdsprache). Seit 2009 ist er Honorarprofessor an der FU Berlin. Ehlich war von 1992 bis 2007 Leiter des Instituts für Deutsch als Fremdsprache an der Universität München.
Er begründete mit Jochen Rehbein die Funktionale Pragmatik als Sprachtheorie, in der die Kategorie des Zwecks sprachlichen Handelns zentral gestellt ist und die gesellschaftlich fundierte Zweckhaftigkeit in die Analyse sprachlicher Mittel eingeht. Das additive Zeichenmodell – wie von Charles W. Morris entwickelt – wird abgelehnt. Die Sprachtheorie schließt wesentlich an die Sprachpsychologie und Felderlehre von Karl Bühler an, Ehlich hat sie zu einem Fünffeldermodell fortentwickelt.
Seine Arbeitsschwerpunkte sind die Pragmatik, Deutsch als Fremd-/Zweitsprache, Textlinguistik, Sprachsoziologie, Schrift, Schulkommunikation, Hebraistik. Im März 2000 wurde ihm von der Aristoteles-Universität Thessaloniki die Ehrendoktorwürde verliehen. Von 2001 bis 2004 war er Erster Vorsitzender des Deutschen Germanistenverbandes. 2014 wurde er in die Academia Europaea gewählt. Ihm wurde 2014 der Deutsche Sprachpreis von der Henning-Kaufmann-Stiftung im Stifterverband für die Deutsche Wissenschaft verliehen.